# CV Serpentis
Désignations
CV Serpentis, également désignée HD 168206 ou WR 113, est une étoile Wolf-Rayet de la constellation du Serpent. CV Serpentis est aussi un système binaire à éclipses détaché avec une période orbitale de 29,7 jours. Le système est situé à une distance d'environ 6 700 années-lumière du Soleil sur la base de mesures de parallaxe. Il est membre de l'association stellaire Serpens OB2.

## Propriétés physiques

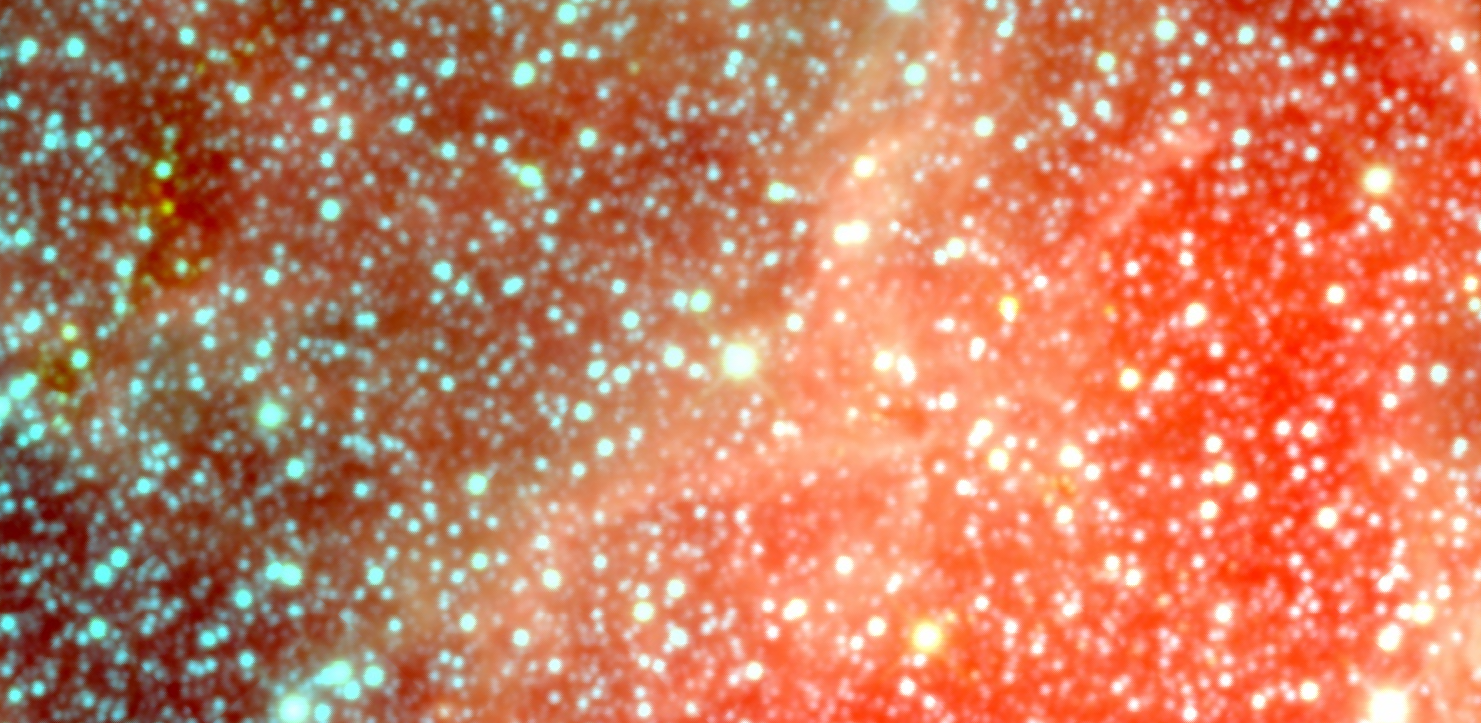
Nébuleuse créée par l'éjection de matière de CV Serpentis - Crédit : NASA, Agence spatiale européenne, Wide-field Infrared Survey Explorer.

En 1892, cette étoile s'est avérée être un objet d'intérêt sur la base de photographies de ses spectres stellaires propres prises depuis la station Boyden à Arequipa, au Pérou. Il a été déterminé qu'il s'agissait d'une étoile Wolf-Rayet (WR) de type carbonée et en 1945, W. A. Hiltner a découvert qu'il s'agissait d'une binaire spectroscopique. Ce système a été signalé comme étant une binaire à éclipses par S. Gaposchkin en 1949, qui a trouvé une diminution de la luminosité de 0,14 de magnitude lors de la première éclipse et de 0,08 lors de la seconde. R. M. Hjellming et W. A. Hiltner ont mesuré en 1963 une éclipse primaire beaucoup plus profonde avec une diminution d'environ 0,55 de magnitude, puis en 1970, K. Stępień n'a vu aucune preuve d'éclipse. L. V. Kuhi et F. Schweizer ont confirmé ce dernier résultat, en émettant l'hypothèse qu'il est le résultat d'une enveloppe Wolf-Rayet changeante.
Il s'agit d'une binaire spectroscopique à raies doubles sur une orbite presque circulaire, ce qui signifie que les spectres des deux composants sont visibles. Le compagnon de l'étoile WR est une étoile de type OB massive avec une classification stellaire O8-9IV. Une double coque nébuleuse centrée sur CV Serpentis a été découverte en 1984, couvrant des diamètres angulaires de 4 ' et 9'. L'anneau extérieur diffus est incomplet, s'étendant sur un rayon de 5,4 pc à une distance approximative de deux kiloparsecs. Des variations dans la courbe de lumière du système ont continué à être observées, suggérant des changements dans le flux sortant de l'étoile Wolf-Rayet. Une caractéristique d'émission dans le spectre du système a été interprétée comme une région entre les deux étoiles où leurs vents stellaires entrent en collision, formant une région de choc de plasma.
Le système devrait évoluer vers une binaire avec l'étoile OB et un trou noir stellaire de 8 M☉ à la suite d'une supernova ratée (en) où l'étoile WR s'effondre avec peu ou pas d'explosion visible. On observe que l'étoile OB tourne rapidement entre 310 et 330 km/s en utilisant des raies spectrales d'hélium neutre. Les observations utilisant des raies d'absorption d'hélium ionisé montrent une vitesse plus faible, interprétée comme montrant une forme oblate avec un assombrissement par gravité provoquant des températures plus basses à l'équateur.
Une étoile compagne au système de CV Serpentis a été trouvée par interférométrie des tavelures. Elle est séparée de 1,16 " de la binaire spectroscopique et est huit magnitudes plus faible. La séparation projetée de 2 200 UA déduite est beaucoup plus grande que la séparation maximale possible de 129 UA de la paire Wolf-Rayet et OB. Si elle se trouve à la même distance que la paire spectroscopique brillante, il s'agirait probablement d'une étoile de séquence principale de type F sur une orbite d'une période d'environ 100 000 an et du compagnon connu de luminosité la plus faible de toute étoile WR à 5 L☉.